# Elaphria rubripicta
Elaphria rubripicta är en fjärilsart som beskrevs av George Francis Hampson 1909. Elaphria rubripicta ingår i släktet Elaphria och familjen nattflyn. Inga underarter finns listade i Catalogue of Life.